# كيفن أوديا
كيفن أوديا (بالإنجليزية: Kevin O'Dea)‏ هو لاعب كرة قدم أمريكية أمريكي، ولد في 9 يونيو 1960 في ويليامسبورت في الولايات المتحدة.